# Gran Premio del Sudafrica 1975
Il Gran Premio del Sudafrica 1975 è stata la terza prova della stagione 1975 del Campionato mondiale di Formula 1. Si è corsa sabato 1º marzo 1975 sul Circuito di Kyalami. La gara è stata vinta dal sudafricano Jody Scheckter su Tyrrell-Ford Cosworth; per il vincitore si trattò del terzo successo nel mondiale. Ha preceduto sul traguardo l'argentino Carlos Reutemann su Brabham-Ford Cosworth e il francese Patrick Depailler su Tyrrell-Ford Cosworth.

## Vigilia

### Aspetti tecnici
L'Embassy Hill presentò una nuova monoposto, una Lola T371, che venne affidata al tedesco Rolf Stommelen. Graham Hill continuò a utilizzare invece la vecchia Lola T370. La novità più interessante fu l'esordio della Ferrari 312 T (T come trasversale inteso il cambio). Anche la March presentò il nuovo modello 751.

### Aspetti sportivi
L'esordiente Bob Evans sostituì Mike Wilds sulla BRM, mentre Lella Lombardi fece il suo ritorno in F1 sulla seconda March. Alla gara partecipò il solito piccolo gruppo di piloti e scuderie locali: Dave Charlton utilizzò una McLaren della Lucky Strike Racing, Ian Scheckter, fratello di Jody, una Tyrrell della Lexington Racing, Eddie Keizan e Guy Tunmer delle Lotus del Team Gunston. Per Tunmer questa gara rappresentò l'unico gran premio nel Campionato mondiale di Formula 1.

## Qualifiche

### Resoconto
Nella prima giornata di prove fu Carlos Reutemann su Brabham a far segnare il tempo migliore, davanti a Niki Lauda, e al suo compagno di scuderia Carlos Pace. In prova Graham Hill scivolò sull'olio perso dalla vettura di Ronnie Peterson e andò a sbattere distruggendo la vettura, decidendo poi di non proseguire con le prove. Anche Vittorio Brambilla fu protagonista di un'uscita di pista.
Anche la seconda giornata di prove fu caratterizzata da alcuni incidenti. Niki Lauda perse il controllo della sua Ferrari quando sulla McLaren di Emerson Fittipaldi esplose il motore. I detriti e l'olio perso dalla vettura del campione del mondo resero la pista inguidabile e l'austriaco fu vittima di un incidente. Altri incidenti colpirono Arturo Merzario, Jody Scheckter e Guy Tunmer. Vi furono delle polemiche in quanto il tempo perduto per rimuovere le vetture del tracciato non venne recuperato nel corso delle qualifiche.
La pole venne conquistata dal pilota della Brabham Carlos Pace davanti al compagno di scuderia Carlos Reutemann e a Jody Scheckter. Per il brasiliano fu la prima e unica pole della carriera in Formula 1. Non si qualificarono Wilson Fittipaldi (iscritto però come riserva) e Graham Hill. Si qualificò invece Lella Lombardi, la prima donna così a prendere parte a un gran premio del mondiale dai tempi di Maria Teresa de Filippis, al Gran Premio d'Italia 1958.

### Risultati
Nella sessione di qualifica si è avuta questa situazione:
| Pos                     | Nº | Pilota             | Costruttore              | Squadra                         | Tempo   | Griglia |
| ----------------------- | -- | ------------------ | ------------------------ | ------------------------------- | ------- | ------- |
| 1                       | 8  | Carlos Pace        | Brabham-Ford Cosworth    | Martini Racing                  | 1'16"41 | 1       |
| 2                       | 7  | Carlos Reutemann   | Brabham-Ford Cosworth    | Martini Racing                  | 1'16"48 | 2       |
| 3                       | 3  | Jody Scheckter     | Tyrrell-Ford Cosworth    | Elf Team Tyrrell                | 1'16"64 | 3       |
| 4                       | 12 | Niki Lauda         | Ferrari                  | Scuderia Ferrari SpA SEFAC      | 1'16"83 | 4       |
| 5                       | 4  | Patrick Depailler  | Tyrrell-Ford Cosworth    | Elf Team Tyrrell                | 1'16"83 | 5       |
| 6                       | 27 | Mario Andretti     | Parnelli-Ford Cosworth   | Vel's Parnelli Jones Racing     | 1'16"89 | 6       |
| 7                       | 9  | Vittorio Brambilla | March-Ford Cosworth      | Beta Team March                 | 1'17"05 | 7       |
| 8                       | 5  | Ronnie Peterson    | Lotus-Ford Cosworth      | John Player Team Lotus          | 1'17"14 | 8       |
| 9                       | 11 | Clay Regazzoni     | Ferrari                  | Scuderia Ferrari SpA SEFAC      | 1'17"16 | 9       |
| 10                      | 18 | John Watson        | Surtees-Ford Cosworth    | Team Surtees                    | 1'17"17 | 10      |
| 11                      | 1  | Emerson Fittipaldi | McLaren-Ford Cosworth    | Marlboro Team Texaco            | 1'17"22 | 11      |
| 12                      | 24 | James Hunt         | Hesketh-Ford Cosworth    | Hesketh Racing                  | 1'17"30 | 12      |
| 13                      | 17 | Jean-Pierre Jarier | Shadow-Ford Cosworth     | UOP Shadow Racing Team          | 1'17"32 | 13      |
| 14                      | 23 | Rolf Stommelen     | Hill-Ford Cosworth       | Embassy Racing with Graham Hill | 1'17"47 | 14      |
| 15                      | 20 | Arturo Merzario    | Williams-Ford Cosworth   | Frank Williams Racing Cars      | 1'17"53 | 15      |
| 16                      | 2  | Jochen Mass        | McLaren-Ford Cosworth    | Marlboro Team Texaco            | 1'17"79 | 16      |
| 17                      | 32 | Ian Scheckter      | Tyrrell-Ford Cosworth    | Lexington Racing                | 1'18"01 | 17      |
| 18                      | 28 | Mark Donohue       | Penske-Ford Cosworth     | Penske Cars                     | 1'18"28 | 18      |
| 19                      | 16 | Tom Pryce          | Shadow-Ford Cosworth     | UOP Shadow Racing Team          | 1'18"36 | 19      |
| 20                      | 31 | Dave Charlton      | McLaren-Ford Cosworth    | Lucky Strike Racing             | 1'18"51 | 20      |
| 21                      | 6  | Jacky Ickx         | Lotus-Ford Cosworth      | John Player Team Lotus          | 1'18"68 | 21      |
| 22                      | 33 | Eddie Keizan       | Lotus-Ford Cosworth      | Team Gunston                    | 1'19"01 | 22      |
| 23                      | 21 | Jacques Laffite    | Williams-Ford Cosworth   | Frank Williams Racing Cars      | 1'19"15 | 23      |
| 24                      | 14 | Bob Evans          | BRM                      | Stanley BRM                     | 1'19"17 | 24      |
| 25                      | 34 | Guy Tunmer         | Lotus-Ford Cosworth      | Team Gunston                    | 1'19"52 | 25      |
| 26                      | 10 | Lella Lombardi     | March-Ford Cosworth      | March Engineering               | 1'19"68 | 26      |
| Vetture non qualificate |    |                    |                          |                                 |         |         |
| NQ                      | 30 | Wilson Fittipaldi  | Copersucar-Ford Cosworth | Copersucar-Fittipaldi           | 1'19"73 | NQ      |
| NQ                      | 22 | Graham Hill        | Lola-Ford Cosworth       | Embassy Racing with Graham Hill | 1'21"45 | NQ      |

## Gara

### Resoconto
Jody Scheckter sostituì sulla sua vettura il motore, tanto che la monoposto fu pronta solo mezz'ora prima della partenza.
La prima fila era tutta della Brabham, ma Pace venne presto superato, al terzo giro, proprio da Jody Scheckter. Il sudafricano dovette difendersi dagli attacchi di Carlos Reutemann, l'altro pilota della Brabham, mentre Pace perdette varie posizioni. Terzo si classificò Patrick Depailler, compagno di squadra di Scheckter. Nelle fasi iniziali della gara Emerson Fittipaldi si era portato in quarta posizione, ma dei problemi al propulsore lo costrinsero a diverse soste, tanto che non fu classificato.
Le due Ferrari furono a lungo in zona punti, subito dietro al brasiliano, ma Regazzoni dovette ritirarsi per dei guai tecnici a una astina dell'acceleratore. A vincere fu Scheckter; nuovamente, quindi, la vittoria andò a un pilota indigeno dopo il trionfo di Carlos Pace in Brasile.

### Risultati
I risultati del gran premio sono i seguenti:
| Pos | No | Pilota             | Costruttore              | Giri | Tempo/Ritiro                | Pos.Griglia | Punti |
| --- | -- | ------------------ | ------------------------ | ---- | --------------------------- | ----------- | ----- |
| 1   | 3  | Jody Scheckter     | Tyrrell-Ford Cosworth    | 78   | 1:43'16"90                  | 3           | 9     |
| 2   | 7  | Carlos Reutemann   | Brabham-Ford Cosworth    | 78   | + 3"74                      | 2           | 6     |
| 3   | 4  | Patrick Depailler  | Tyrrell-Ford Cosworth    | 78   | + 16"92                     | 5           | 4     |
| 4   | 8  | Carlos Pace        | Brabham-Ford Cosworth    | 78   | + 17"31                     | 1           | 3     |
| 5   | 12 | Niki Lauda         | Ferrari                  | 78   | + 28"64                     | 4           | 2     |
| 6   | 2  | Jochen Mass        | McLaren-Ford Cosworth    | 78   | + 1'03"64                   | 16          | 1     |
| 7   | 23 | Rolf Stommelen     | Hill-Ford Cosworth       | 78   | + 1'12"91                   | 14          |       |
| 8   | 28 | Mark Donohue       | Penske-Ford Cosworth     | 77   | + 1 Giro                    | 18          |       |
| 9   | 16 | Tom Pryce          | Shadow-Ford Cosworth     | 77   | + 1 Giro                    | 19          |       |
| 10  | 5  | Ronnie Peterson    | Lotus-Ford Cosworth      | 77   | + 1 Giro                    | 8           |       |
| 11  | 34 | Guy Tunmer         | Lotus-Ford Cosworth      | 76   | + 2 Giri                    | 25          |       |
| 12  | 6  | Jacky Ickx         | Lotus-Ford Cosworth      | 76   | + 2 Giri                    | 21          |       |
| 13  | 33 | Eddie Keizan       | Lotus-Ford Cosworth      | 76   | + 2 Giri                    | 22          |       |
| 14  | 31 | Dave Charlton      | McLaren-Ford Cosworth    | 76   | + 2 Giri                    | 20          |       |
| 15  | 14 | Bob Evans          | BRM                      | 76   | + 2 Giri                    | 24          |       |
| 16  | 11 | Clay Regazzoni     | Ferrari                  | 71   | Acceleratore                | 9           |       |
| 17  | 27 | Mario Andretti     | Parnelli-Ford Cosworth   | 70   | Trasmissione                | 6           |       |
| NC  | 21 | Jacques Laffite    | Williams-Ford Cosworth   | 69   | Non classificato            | 23          |       |
| NC  | 1  | Emerson Fittipaldi | McLaren-Ford Cosworth    | 65   | Non classificato            | 11          |       |
| Rit | 32 | Ian Scheckter      | Tyrrell-Ford Cosworth    | 55   | Incidente                   | 17          |       |
| Rit | 24 | James Hunt         | Hesketh-Ford Cosworth    | 53   | Alimentazione               | 12          |       |
| Rit | 17 | Jean-Pierre Jarier | Shadow-Ford Cosworth     | 37   | Surriscaldamento del motore | 13          |       |
| Rit | 10 | Lella Lombardi     | March-Ford Cosworth      | 23   | Alimentazione               | 26          |       |
| Rit | 20 | Arturo Merzario    | Williams-Ford Cosworth   | 22   | Motore                      | 15          |       |
| Rit | 18 | John Watson        | Surtees-Ford Cosworth    | 19   | Frizione                    | 10          |       |
| Rit | 9  | Vittorio Brambilla | March-Ford Cosworth      | 16   | Radiatore                   | 7           |       |
| NQ  | 30 | Wilson Fittipaldi  | Copersucar-Ford Cosworth |      |                             |             |       |
| NQ  | 22 | Graham Hill        | Lola-Ford Cosworth       |      |                             |             |       |

## Statistiche
Piloti
- 3ª vittoria per Jody Scheckter
- 1ª e unica pole position per Carlos Pace
- 5º e ultimo giro più veloce per Carlos Pace
- 1º Gran Premio per Bob Evans
- 1ª e unico Gran Premio per Guy Tunmer
- Ultimo Gran Premio per Dave Charlton e Eddie Keizan

Costruttori
- 19ª vittoria per la Tyrrell
- 1º Gran Premio per la Hill

Motori
- 81ª vittoria per il motore Ford Cosworth

Giri al comando
- Carlos Pace (1-2)
- Jody Scheckter (3-78)

## Classifiche

### Piloti
| Pos | Pilota             | Punti |
| --- | ------------------ | ----- |
| 1   | Emerson Fittipaldi | 15    |
| 2   | Carlos Pace        | 12    |
| 3   | Carlos Reutemann   | 10    |
| 4   | Jody Scheckter     | 9     |
| 5   | James Hunt         | 7     |
| 6   | Clay Regazzoni     | 6     |
| 6   | Patrick Depailler  | 6     |
| 8   | Jochen Mass        | 5     |
| 8   | Niki Lauda         | 5     |

### Costruttori
| Pos | Costruttore           | Punti |
| --- | --------------------- | ----- |
| 1   | Brabham-Ford Cosworth | 19    |
| 2   | McLaren-Ford Cosworth | 16    |
| 3   | Tyrrell-Ford Cosworth | 11    |
| 4   | Ferrari               | 8     |
| 5   | Hesketh-Ford Cosworth | 7     |